# Villars-sous-Écot
Villars-sous-Écot è un comune francese di 390 abitanti situato nel dipartimento del Doubs nella regione della Borgogna-Franca Contea.

## Società

### Evoluzione demografica
Abitanti censiti